# Betánie
Betánie (hebrejsky בית עניה‎) je název dvou míst zmiňovaných v Novém zákoně.

## Betánie uJeruzaléma
Ve vesnici Betánie, ležící asi 3 kilometry od Jeruzaléma, bydlel Lazar a jeho sestry Marie a Marta a zde také došlo k vzkříšení Lazara čtyři dny po jeho smrti (Jan 11 (Kral, ČEP). Místo je ztotožňováno s dnešním městem al-Eizariya (arabsky العيزريه‎) na Západním břehu Jordánu.

## Betánie vZajordání
Betánie u řeky Jordán je místem, kde Jan Křtitel křtil (Jan 1, 28) a kde pokřtil i Ježíše Krista. Tato Betánie je ztotožňována s nynější lokalitou Bethabara (hebrejsky  בית עברה‎) u Qasr al-Jahúdu.